# 頓宮裕真
頓宮 裕真（とんぐう ゆうま、1996年11月17日 - ）は、岡山県備前市出身のプロ野球選手（捕手、内野手）。右投右打。オリックス・バファローズ所属。

## 経歴

### プロ入り前
備前市立伊部小学校の1年時に、捕手として伊部パワフルズで野球を始めた。当時のチームメイトに、実家が隣同士で2歳年下の山本由伸がいた。当時は山本も捕手だったため、キャッチボールではいつも山本と一緒だったという。備前市立備前中学校在学中には、ボーイズリーグの瀬戸内マリナーボーイズに所属していた。
岡山理科大学附属高等学校への進学後は、1年夏からのベンチ入りを経て、1年秋から「4番・捕手」としてレギュラーに抜擢。2年時に春の岡山県大会で優勝したが、在学中は春夏とも甲子園球場の全国大会と縁がなかった。強肩強打でNPB球団から注目されるほどの大型捕手だったが、プロ志望届を日本学生野球協会へ提出せず、亜細亜大学経営学部へ進学した。
亜細亜大学では、1年時の東都大学野球春季リーグ戦から正捕手に抜擢されると、打率.242ながら規定打席に到達。1年時の秋にはリーグ戦と第46回明治神宮野球大会で優勝を経験したものの、その後は打撃の調子が上がらず、2年時には正捕手の座を失った。3年時の春季リーグ戦で12試合に出場すると、打率.386、3本塁打、13打点という好成績で、捕手としてベストナインに初めて選出。4年時には、主将を務め、第42回日米大学野球選手権大会と第29回ハーレムベースボールウィークで、大学日本代表の4番打者を務めた。在学中には、東都大学野球の1部リーグ戦で通算14本塁打を記録した。
2018年10月25日に行われた2018年のNPBドラフト会議では、オリックス・バファローズから内野手として2位指名を受けた。強打とチーム事情を背景に、三塁手へのコンバートを想定した指名であった。その後、契約金8000万円、年俸1200万円（金額は推定）という条件で入団。山本と再びチームメイトになった。背番号は44。

### オリックス時代
2019年は、オープン戦全17試合の出場で規定打席に到達。16試合で三塁を守りながら2本塁打を放ったことを背景に、レギュラーシーズンの開幕一軍入りを果たした。3月29日に、北海道日本ハムファイターズとの開幕戦（札幌ドーム）で、「5番・三塁手」としてスタメンで公式戦にデビュー。オリックスの新人野手が一軍の公式戦で開幕からクリーンナップに起用された事例は、阪急時代の1957年の中田昌宏以来62年ぶりである。この試合の1回一死満塁の第1打席で、公式戦での初安打・初打点を上沢直之からの2点適時打で記録。4月18日にほっともっとフィールド神戸で催された同カードで7回一死二塁の打席で加藤貴之から公式戦初本塁打となる2点本塁打を放ったことを皮切りに、2本塁打を記録した。しかし、打撃不振で5月1日に入団後初めて出場選手登録を抹消されてからは、一軍と二軍を往復。一軍の公式戦で三塁手として不慣れな守備で失策を重ねたばかりか、打撃にも悪い影響を及ぼしていたため、二軍での調整中には捕手への復帰をゼネラルマネージャーの福良淳一へ直訴した。実際には内野手として一軍へ復帰したものの、6月28日の対埼玉西武ライオンズ戦（メットライフドーム）7回表の打席で二塁打を放った後の走塁中に、右足の舟状骨を疲労骨折。その影響で、ウエスタン・リーグ選抜の一員として出場することが内定していたフレッシュオールスターゲームへの出場を辞退（実際にはチームメイトから外野手の佐野皓大が補充選手として出場）したばかりか、シーズン終了までの戦線離脱を余儀なくされた。骨折が癒えたシーズン終了後に、捕手として実戦に復帰。
2020年は、登録ポジションを内野手から捕手へ変更。新型コロナウイルスへの感染拡大の影響でレギュラーシーズンの開幕が当初の予定から延期されていた4月に、大学時代の同級生と結婚した。6月19日からの開幕を二軍で迎えていたが、7月1日のウエスタン・リーグ（対中日ドラゴンズ戦）での打席中に、自打球が左足に当たった影響で腓骨を骨折。自力での歩行が困難な状態に一時陥っていたため、同リーグでの実戦復帰は9月末、一軍への昇格はシーズン最終盤の10月下旬にまで持ち越された。10月24日の対千葉ロッテマリーンズ戦（京セラドーム大阪）で一軍における捕手デビューを果たすと、フル出場で2安打を放ったほか、リード面でもチームの完封勝利に貢献した。以降も6試合でスタメンマスクを任されていたが、一軍公式戦への出場はわずか12試合で、シーズン終了後の12月3日に推定年俸900万円（前年から300万円減）という条件で契約を更改した。
2022年は、捕手・一塁手・指名打者を兼任して自己最多の81試合に出場。11本塁打を放ち、東北楽天ゴールデンイーグルス戦では8本塁打を放った。守備出場は捕手で34試合、シーズン終盤には一塁で38試合に出場。東京ヤクルトスワローズとの再戦となった日本シリーズ第3戦では4番を任された。11月27日には年俸3500万円で契約を更改。森友哉の加入が決定したものの、捕手で勝負することを宣言した。
2023年は、前述のように捕手での勝負を掲げたが、中嶋聡監督が捕手を森・若月健矢・トレードで加入した石川亮の3人体制を基本とし、頓宮は捕手を使い切ってしまった時の緊急要員としたため、開幕後は6月までの時点で捕手での出場がなく、すべて一塁手または指名打者として出場し、5月6日の対西武戦（京セラドーム大阪）では3-3の同点で迎えた9回二死二・三塁の打席で増田達至から自身初のサヨナラ適時打を放った。6月は月間打率.372、7本塁打、12打点の成績で自身初の月間MVPを受賞した。7月4日の対楽天戦（東京ドーム）では田中将大から1回無死満塁時に自身初の満塁本塁打、4回二死一塁時に2点本塁打を放ち、自己最多の1試合6打点を記録した。オールスターゲームにも一塁手としてファン投票で選出された。9月22日までにシーズンの規定打席に達し、リーグトップの打率.307を記録したが、同年9月23日に左足薬指中足骨の疲労骨折を起こし、今シーズンの復帰は絶望的となるも、10月9日の段階で自身初のタイトルとなる首位打者を事実上確定させ、2位の近藤健介（福岡ソフトバンクホークス）と4厘差で、シーズン全日程終了をもって獲得した。シーズンの終了後にはパ・リーグの一塁手部門でベストナインを初めて受賞。オフの12月19日に5300万円増となる推定年俸8800万円で契約を更改した。
2024年は開幕から打率1割以下に低迷するが、4月13日の対日本ハム戦（京セラドーム大阪）で2回二死二・三塁の打席で加藤貴之からシーズン初打点となる先制適時打、7回二死一塁の打席で北浦竜次からシーズン初本塁打となる2点本塁打を放った。5月は月間打率.083と打撃不振で、同月17日に出場選手登録を抹消。同月28日に一軍復帰後、7月10日の対ソフトバンク戦（京セラドーム大阪）で3-3の同点で迎えた9回無死満塁の打席で松本裕樹からサヨナラ犠飛を放ったが、8月7日時点では66試合に出場して打率.195と調子が上がらず、同日付で再度出場選手登録を抹消された。最終的に81試合に出場、打率.197、7本塁打、30打点の成績に終わった。オフの12月4日に1800万円減となる推定年俸7000万円で契約を更改した。
2025年、8月1日の対日本ハム戦（京セラドーム大阪）で9回一死二、三塁の場面で加藤貴之からサヨナラ3ランを放った。

## 選手としての特徴
亜細亜大学の在学中に、東都大学野球の1部リーグ戦で通算14本塁打を記録した長打力が持ち味。高校時代に捕手として、手動計測ながら二塁への送球で最速約1.9秒を計測したほどの強肩の持ち主でもある。

## 人物
愛称は「とん」「とんちゃん」。
オリックスの球団合宿所「青濤寮」への入寮に際して、パンチパーマをかけて登場することを公言。実際にその髪型で入寮したことから、報道陣の注目を一身に集めた。亜細亜大学硬式野球部およびオリックス（ブルーウェーブ時代）の先輩に当たる佐藤和弘（パンチ佐藤）のトレードマークがパンチパーマであることを踏まえて、大学時代の監督だった生田勉から「（プロ野球選手になったからには）目立つようにした方が良い」と提案されたことによる。さらに、同年のシーズン開幕直後には、大学時代に足を運んでいた叙々苑から苗字（頓宮）・背番号（44）入りの金色トングを贈呈された。「頓宮」を「とんぐう」と読ませることや、生田が叙々苑の総務部長とかねてから親交があることによる。
お立ち台に上がった際は「ほいさー」と絶叫するのが恒例となっており、それにちなんだグッズも発売されている。なお「ほいさー」はYouTuberでお笑いコンビ・キングコングのカジサック（梶原雄太）の次男・コジサックのギャグが由来となっている。
オリックス入団後の背番号44はかつてブーマー・ウェルズが背負っていたこともあり、入団会見では「自分は打撃が売り。44番はブーマー選手の背番号ですが『ユーマー』に変えられるようにがんばりたい」と語っている。なお、2023年に始球式で来日したブーマー本人と対面した他、その後も彼の現役時代に使用していたファーストミットをプレゼントされるなど親交を深めた。同年に頓宮の首位打者が確定するとブーマーから「本当によくやってくれた。おめでとう。背番号44は今、素晴らしい若者とともにある。彼がこの番号をつけてくれていることを、心から誇りに思う。これからもたくさんのタイトルを取っていってほしい」と祝福のメッセージが送られた。
オリックス入団後の応援歌は当初ブーマーに使われた曲の流用であったが、2023年9月6日より頓宮オリジナルの曲に変更されている。新応援歌には頓宮がお立ち台で叫ぶ「ほいさー」が歌詞に入っている。頓宮は「（応援歌は）自分のために考えてくれたんで、めっちゃうれしいですし、感謝してます。（ほいさーは）気に入っているというか、それでみんなが盛り上がってくれたらいいな」と語っている。
競艇（ボートレース）が大好き。本人によれば「幼少期から家族揃って児島競艇場に通っていた」といい、保育園の卒業アルバムでは将来の夢を「競艇選手」と書いたほど（しかし身長・体重の関係から早々に断念した）。プロ入りしてからは住之江競艇場に通うことが多いといい、2023年12月のグランプリに向けての特別企画では峰竜太や馬場貴也ら競艇選手との対談も実現した。

## 詳細情報

### 年度別打撃成績
| 年 度     | 球 団      | 試 合 | 打 席 | 打 数 | 得 点 | 安 打 | 二 塁 打 | 三 塁 打 | 本 塁 打 | 塁 打 | 打 点 | 盗 塁 | 盗 塁 死 | 犠 打 | 犠 飛 | 四 球 | 敬 遠 | 死 球 | 三 振 | 併 殺 打 | 打 率 | 出 塁 率 | 長 打 率 | O P S |
| --------- | ---------- | ----- | ----- | ----- | ----- | ----- | -------- | -------- | -------- | ----- | ----- | ----- | -------- | ----- | ----- | ----- | ----- | ----- | ----- | -------- | ----- | -------- | -------- | ----- |
| 2019      | オリックス | 28    | 93    | 91    | 5     | 18    | 5        | 0        | 3        | 32    | 10    | 0     | 0        | 0     | 1     | 1     | 0     | 0     | 22    | 3        | .198  | .204     | .352     | .556  |
| 2020      | オリックス | 12    | 35    | 32    | 5     | 10    | 3        | 0        | 2        | 19    | 5     | 0     | 0        | 0     | 0     | 3     | 0     | 0     | 11    | 0        | .313  | .371     | .594     | .965  |
| 2021      | オリックス | 46    | 125   | 112   | 11    | 26    | 4        | 0        | 5        | 45    | 14    | 0     | 0        | 1     | 1     | 8     | 0     | 3     | 41    | 0        | .232  | .298     | .402     | .700  |
| 2022      | オリックス | 81    | 271   | 234   | 23    | 53    | 17       | 0        | 11       | 103   | 34    | 0     | 0        | 1     | 5     | 23    | 0     | 8     | 51    | 6        | .226  | .311     | .440     | .751  |
| 2023      | オリックス | 113   | 451   | 401   | 49    | 123   | 23       | 0        | 16       | 194   | 49    | 0     | 0        | 1     | 2     | 41    | 0     | 6     | 69    | 11       | .307  | .378     | .484     | .862  |
| 2024      | オリックス | 81    | 290   | 249   | 17    | 49    | 7        | 1        | 7        | 79    | 30    | 0     | 0        | 0     | 2     | 32    | 1     | 7     | 57    | 8        | .197  | .303     | .317     | .621  |
| 通算：6年 | 通算：6年  | 361   | 1265  | 1119  | 110   | 279   | 59       | 1        | 44       | 472   | 142   | 0     | 0        | 3     | 11    | 108   | 1     | 24    | 251   | 28       | .249  | .326     | .422     | .747  |

- 2024年度シーズン終了時
- 各年度の太字はリーグ最高

### 年度別守備成績
捕手守備
| 年 度 | 球 団      | 捕手  | 捕手  | 捕手  | 捕手  | 捕手  | 捕手     | 捕手  | 捕手     | 捕手     | 捕手     | 捕手     |
| 年 度 | 球 団      | 試 合 | 刺 殺 | 補 殺 | 失 策 | 併 殺 | 守 備 率 | 捕 逸 | 企 図 数 | 許 盗 塁 | 盗 塁 刺 | 阻 止 率 |
| ----- | ---------- | ----- | ----- | ----- | ----- | ----- | -------- | ----- | -------- | -------- | -------- | -------- |
| 2020  | オリックス | 8     | 63    | 6     | 0     | 0     | 1.000    | 0     | 6        | 5        | 1        | .167     |
| 2021  | オリックス | 33    | 177   | 11    | 2     | 2     | .989     | 3     | 15       | 13       | 2        | .133     |
| 2022  | オリックス | 34    | 211   | 23    | 1     | 3     | .996     | 2     | 24       | 18       | 6        | .250     |
| 2023  | オリックス | 1     | 1     | 0     | 0     | 0     | 1.000    | 0     | 0        | 0        | 0        | ---      |
| 通算  | 通算       | 76    | 452   | 40    | 3     | 5     | .994     | 5     | 46       | 36       | 9        | .196     |

内野守備
| 年 度 | 球 団      | 一塁  | 一塁  | 一塁  | 一塁  | 一塁  | 一塁     | 三塁  | 三塁  | 三塁  | 三塁  | 三塁  | 三塁     |
| 年 度 | 球 団      | 試 合 | 刺 殺 | 補 殺 | 失 策 | 併 殺 | 守 備 率 | 試 合 | 刺 殺 | 補 殺 | 失 策 | 併 殺 | 守 備 率 |
| ----- | ---------- | ----- | ----- | ----- | ----- | ----- | -------- | ----- | ----- | ----- | ----- | ----- | -------- |
| 2019  | オリックス | 2     | 6     | 0     | 0     | 0     | 1.000    | 23    | 6     | 23    | 7     | 4     | .806     |
| 2021  | オリックス | 2     | 8     | 1     | 0     | 1     | 1.000    | -     | -     | -     | -     | -     | -        |
| 2022  | オリックス | 38    | 276   | 16    | 1     | 17    | .997     | -     | -     | -     | -     | -     | -        |
| 2023  | オリックス | 102   | 791   | 54    | 11    | 51    | .987     | -     | -     | -     | -     | -     | -        |
| 2024  | オリックス | 58    | 428   | 38    | 4     | 42    | .991     | -     | -     | -     | -     | -     | -        |
| 通算  | 通算       | 202   | 1509  | 109   | 16    | 111   | .990     | 23    | 6     | 23    | 7     | 4     | .806     |

- 2024年度シーズン終了時[注 3]
- 各年度の太字はリーグ最高

### タイトル
- 首位打者：1回（2023年）

### 表彰
- ベストナイン：1回（一塁手部門：2023年[38]）
- 月間MVP：1回（野手部門：2023年6月[61][33]）
- 月間最優秀バッテリー賞：1回（2021年オープン戦 投手：山岡泰輔）
- オールスターゲーム最優秀選手賞（MVP）：1回（2025年第1戦)

### 記録
初記録
- 初出場・初先発出場：2019年3月29日、対北海道日本ハムファイターズ1回戦（札幌ドーム）、5番・三塁手で先発出場
- 初打席・初安打・初打点：同上、1回表に上沢直之から右前2点適時打
- 初本塁打：2019年4月18日、対北海道日本ハムファイターズ6回戦（ほっともっとフィールド神戸）、7回裏に加藤貴之から左越2ラン

その他の記録
- オールスターゲーム出場：2回（2023年、2025年）

### 背番号
- 44（2019年 - ）

### 登場曲
- 「空」侍（2019年 - 2020年）[62]
- 「一緒に夢を奏でよう」Bigfumi（2020年）
- 「On Your Side」Superfly（2021年）
- 「INTRO:KWON JI YONG（Middle Fingers-Up）」G-DRAGON（from BIGBANG）（2021年）
- 「ワッショイ!!!」侍（2021年）
- 「Great Spirit（feat. Hilight Tribe）[Extended Mix]」Armin van Buuren & Vini Vici（2022年 - 、チャンス時・代打）
- 「何かひとつ（Producer’s Acoustic Version）」若旦那（2023年、1打席目）
- 「少年」SOUTH BLUE（2023年、2打席目以降）